# البطولات الوطنية الأمريكية 1959 - فردي السيدات
في البطولات الوطنية الأمريكية 1959 - فردي السيدات فازت البرازيلية ماريا بوينو بلقب البطولة بعد فوزها على البريطانية كريستين ترومان في المباراة النهائية بنتيجة 6–1، 6–4.

## التوزيع
1. ماريا بوينو (البطلة)
2. ساندرا رينولدز (ربع النهائي)
3. كريستين ترومان (النهائي)
4. دارلين هارد (نصف النهائي)
5. أنجيلا مورتيمر (الجولة الثانية)
6. آن جونز (نصف النهائي)
7. رينيه شاورمان (الجولة الثانية)
8. سالي مور (الجولة الثالثة)